# Дудинов, Олимпий Аврамиевич
Олимпий Аврамиевич Дудинов — советский хозяйственный, государственный и политический деятель, член-корреспондент АН Киргизской ССР.

## Биография
Родился в 1896 году. Член ВКП(б).
Окончил Томский медицинский институт. С 1920 года — на хозяйственной, общественной и политической работе. В 1920—1955 гг. — амбулаторный врач в Уральской области РСФСР, заведующий отделом глазных болезней Алма-Атинской и Фрунзенской городских больниц, заведующий кафедрой глазных болезней Киргизского государственного медицинского института.
Избирался депутатом Верховного Совета СССР 3-го созыва.
Умер в 1955 году во Фрунзе.